# Јежи Осјатињски
Епамонидас Јежи Осјатињски, пољ. Epaminondas Jerzy Osiatyński (Рига, 2. новембар 1941 — Варшава, 4. фебруар 2022) био је пољски политичар, члан политичког савета „Унија слободе“ (пољ. Unia Wolności).

## Каријера
Осјатињски је 1964. године завршио студије спољне трговине на факултету у Варшави.
Био је министар између 1989. и 1990. у влади Тадеуша Мазовјецког. Министар финансија је био од 1992–1993. у влади Хане Сохоцке.
Био је члан Пољског удружења социјалиста.